# Edouard-Louis Cottart
Edouard-Louis Cottart (Brussel, 1842 – aldaar, 1913) was een Belgisch kunstschilder van het realisme.
Hij schilderde stillevens en landschappen die vooral in het Brusselse gesitueerd zijn.
In 1875 werd hij lid van de kunstenaarsvereniging La Chrysalide.

## Tentoonstellingen
- 1874, Driejaarlijks Salon, Gent: “De vaart aan de Groendreef te Brussel”
- 1876: 1ste tentoonstelling van La Chrysalide (in het estaminet “Le Ballon” aan het Cantersteen in Brussel).